# 모리스 할레

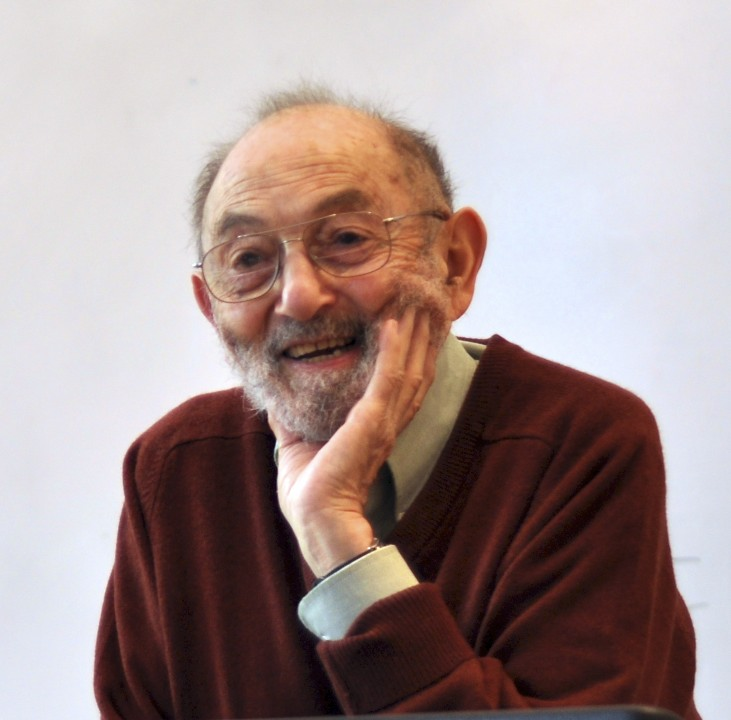

모리스 할레(영어: Morris Halle 모리스 핼리[*], 영어 발음: /ˈhæli/, 1923년 7월 2일 ~ 2018년 4월 2일)는 미국의 언어학자이다. 본명은 모리스 핑코비츠(라트비아어: Moriss Pinkovics)이다. 라트비아 리예파야 출신으로 1940년 가족을 따라 미국으로 이주했다.
1941년부터 1943년까지 할레는 뉴욕 시립 대학에서 공학을 전공했다. 1943년에는 군대에 입대를 했고, 1946년에 제대를 했다. 같은 해 시카고 대학에 입학하여 1948년 언어학으로 석사학위를 받았다. 그러고 나서, 컬럼비아 대학교에서 로만 야콥슨(Roman Jakobson)의 제자로서 공부를 했다. 1951년에 매사추세츠 공과대학교(MIT)에서 교수로 임용되었으며, 1955년 하버드 대학교에서 박사학위를 받았다. 그는 1996년에 은퇴를 하였으나 연구와 저술활동은 그만두지 않았다. 그는 독일어와 이디시어, 라트비아어, 러시아어, 히브리어, 그리고 영어에 능통했다.
할레는 생성음운론에서 선구적인 연구를 하였다. 대표적인 저서로는 노엄 촘스키(Noam Chomsky)와 함께 쓴 영어의 음성체계(The Sound Pattern of English, 1968년)가 있다.
현지 시간 2018년 4월 2일 오전 3시 45분, 세상을 떠났다.